# Ring de Bruxelles
Pour les articles homonymes, voir R0.
 (septembre 2021).
Le Ring de Bruxelles (en néerlandais : Grote Ring rond Brussel) ou R0 est une autoroute servant de boulevard périphérique à la métropole bruxelloise, englobant la Région de Bruxelles-Capitale et traversant plusieurs communes flamandes et wallonnes de la périphérie immédiate de Bruxelles. Un des tout premiers tronçons construits a été le raccordement entre les futurs échangeurs de Grand-Bigard (autoroute Roi Baudouin, vers la mer) et de Strombeek-Bever (A12 vers Boom, pas encore au statut autoroutier à l'époque) sur la frontière entre les communes de Jette et de Wemmel. Un autre tronçon significatif fut construit à la fin des années 1960 en tant que morceau de l'autoroute Bruxelles-Paris. Le reste fut achevé entre les années 1975 et 1980. Il était prévu au départ de créer une ceinture autoroutière complète autour de la métropole bruxelloise, future région de Bruxelles-Capitale, passant notamment par la commune bruxelloise d'Anderlecht. La partie Ouest du Ring 0 passant par Anderlecht fut réalisée comme les parties Est et Nord. Par contre, le passage au sud par les communes bruxelloises d'Uccle et de Forest fut abandonné, de même que l'échangeur autoroutier de La Pède à Anderlecht, pourtant déjà partiellement réalisé, du fait de l'ampleur des travaux de construction des ouvrages d'art nécessaires et leur coût prohibitif, principalement dus aux longs tunnels autoroutiers requis pour ménager les quartiers résidentiels à Uccle (sans pouvoir faire bénéficier de ce fait la commune d'un raccordement optimal à l'infrastructure) et éviter une percée à travers la forêt de Soignes. Dans sa partie Ouest, le tracé du ring a donc été allongé vers le sud, intégrant ainsi le tracé de l'autoroute de Paris (la E19) jusqu'à l'échangeur autoroutier de Ittre nouvellement réalisé, pour passer à travers les communes de Braine-l'Alleud, Waterloo, Auderghem, Tervuren, Zaventem, Vilvorde, Anderlecht, Beersel, Hal pour constituer une boucle rejoignant la partie nord en utilisant le tracé d'une route préexistante à travers la forêt, la route de Mont-Saint-Jean.
Il s'agit d'une boucle autoroutière de 75 kilomètres à grand débit avec environ 7 millions de véhicules qui l'empruntent chaque jour car elle est aussi bien utilisée pour circuler vers Bruxelles que pour transiter. Il est le point central du réseau autoroutier belge permettant de contourner l'agglomération bruxelloise,.
Sa grande densité de circulation avec plus de 200 000 véhicules par jour sur certains tronçons en 2011 et ses embouteillages très fréquents dans sa partie ouest et nord, souvent causés par des accidents dus aux nombreuses entrées et sorties parfois très rapprochées, voire enchevêtrées comme à  hauteur de l'aéroport, où se succèdent coup sur coup trois échangeurs partiellement imbriqués les uns dans les autres, lui valent une mauvaise réputation. Cette situation s'explique par l'importance et l'influence de la ville sur l'entièreté de la Belgique (par sa population ainsi que son grand nombre d'emplois notamment dévolus à des milliers de navetteurs flamands et wallons). Celui-ci possède une situation géographique qui en fait le véritable point central du pays.

## Histoire

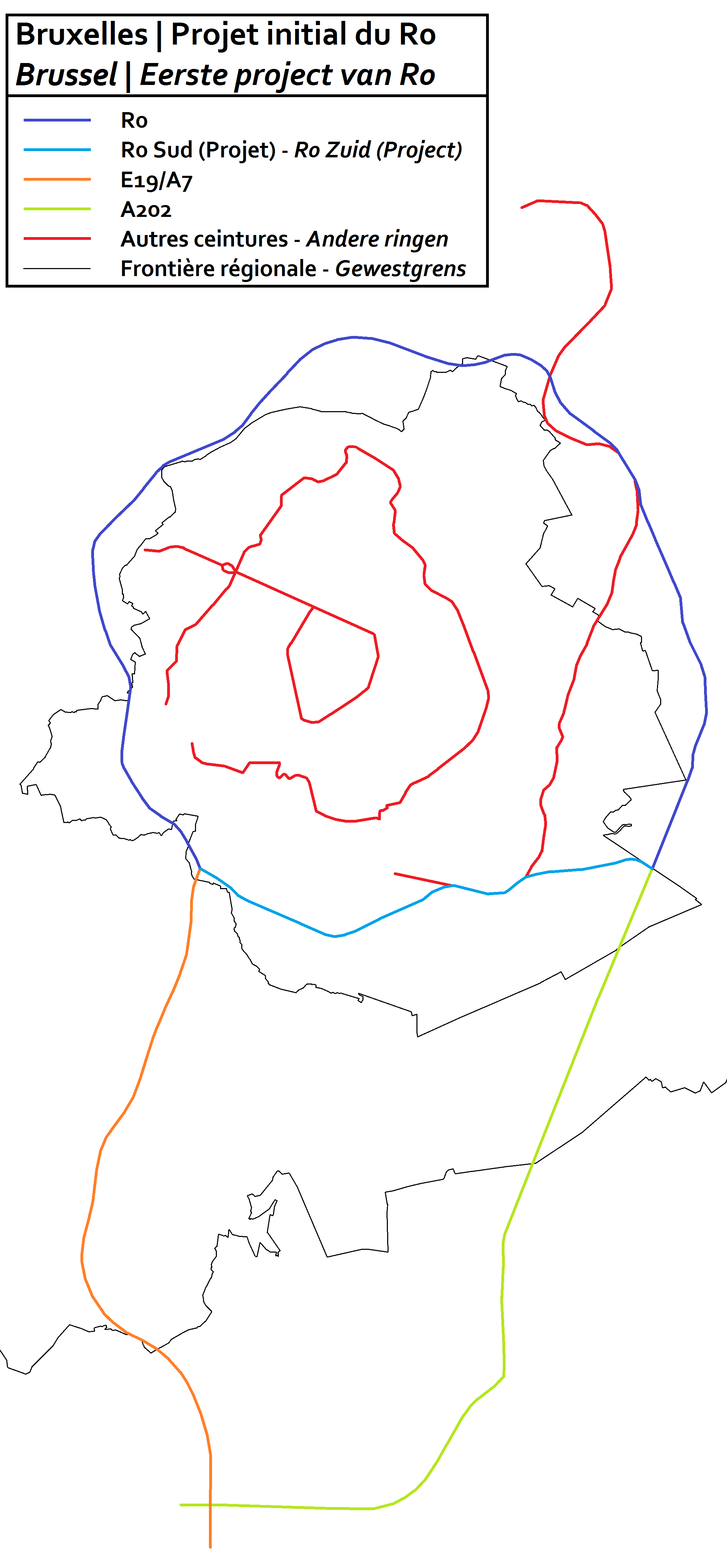
Carte d'un projet de Ring autoroutier bruxellois (projet erronément qualifié d'initial)

La programmation de la construction d’une autoroute contournant Bruxelles date déjà de 1949, intégrée dans le plan autoroutier proposé par Henri Hondermacq. Parallèlement aux plans détaillés créés en 1952 et approuvés par l’arrêté royal du 25 février 1959, elle devait partir des Quatre-Bras déjà existants à Tervuren pour passer au nord à proximité de l’aéroport et plus loin au-dessus du canal maritime de Bruxelles à l'Escaut en créant un viaduc pour enfin arriver à l’ouest de Bruxelles au niveau du rond-point de Grand-Bigard, pour le raccorder finalement au sud du Bois de la Cambre au niveau de la Chaussée de La Hulpe. Après que, pour l'exposition universelle de 1958, la petite ceinture ait été dénivelée à l'aide de tunnels afin de conduire les gens rapidement à l'exposition universelle, on avait construit pour la même occasion un tronçon de grande ceinture appartenant actuellement au ring situé entre les échangeurs actuels de Grand-Bigard (E40) et de Strombeek-Bever (A12),.
Ce n'est qu'après, lors du mandat de Jos De Saeger (1965-1972) comme ministre des travaux publics que les chantiers de construction reprirent et afin de financer ces chantiers, l'« intercommunale E5 » (correspondant à l'ancienne numérotation de la E40) fut utilisée afin de construire le tronçon entre les Quatre-Bras et Diegem/Zaventem. Après la construction de cet autre tronçon, les restrictions budgétaires obligèrent à retarder la construction de nouveaux morceaux du ring. Mais malgré ces ralentissements, la totalité du tracé du ring actuel fut terminée en 1978 par la construction du gigantesque Viaduc de Vilvorde mais ce n'est que depuis 1980, par le dénivellement et la construction d'échangeurs que le ring peut être classé comme autoroutier.
Le projet d'une autoroute entre la E19 et la Chaussée de La Hulpe n'ayant pas échappé aux contestations car le tracé prévoyait de traverser le sud d'Uccle ainsi qu'un morceau de la Forêt de Soignes, le ministre Jos De Saeger dut annuler le projet. Le tracé finalement choisi passe donc plus au sud par les communes wallonnes du sud et du sud-est, rejoignant l'ancienne route de Mont-Saint-Jean orientée sud-nord à travers la forêt de Soignes. L'utilisation de cette route ancienne permettait d'éviter une nouvelle percée à travers la forêt tout en élargissant cependant le parcours forestier. Au sud, on tirait profit du tracé de l'A202 pour confondre celle-ci qui était prévue bien avant comme rocade du Brabant wallon entre l'échangeur de Haut-Ittre et Waterloo. Par ce choix, le bouclage du ring du sud au nord fut achevé, lui donnant sa forme définitive qui dessine un grand ovale s'étendant au sud et au nord-est, beaucoup plus loin au sud et à l'est que prévu dans le projet initial d'avant 1958. Cependant, le bouclage initial suivant un plan circulaire plus restreint, pourrait, s'il était réalisé à travers Uccle, désengorger le transit automobile contraint d'éviter cette commune en empruntant, plus au sud, le tronçon wallon, puis le tronçon sud-nord (ex route de Mont-Saint-Jean). Car ces deux parties du ring sont devenues saturées, ce qui provoque des bouchons pouvant durer plusieurs dizaines de minutes. Ce problème est toujours plus crucial d'année en année et au 20e Congrès Belge de la Route en 2005, la Road Federation Belgium exigea que les autorités responsables reprennent les anciens projets. De la sorte, le ring présenterait, d'une part, en plus du tracé sud et de son prolongement sud-nord, un tracé sud plus restreint pénétrant dans les communes urbaines tel que prévu à l'origine, s'offrant ainsi à la partie du trafic centrée sur Bruxelles afin de soulager le tronçon sud-nord surtout emprunté par un trafic de transit autour de Bruxelles, à destination des diverses autoroutes convergeant vers la capitale. De la sorte, le ring serait ainsi dédoublé plus ou moins sur la moitié de son parcours, en plus de l'élargissement du nord planifié en 2013, l'ensemble formant alors un énorme échangeur qui, en plus de sa fonction dans le trafic bruxellois constituerait, encore plus, le moyen de relier entre elles les principales autoroutes belges sans passer par les routes nationales qui jalonnent les provinces proches de Bruxelles et qui sont elles-mêmes de plus en plus encombrées.
Le 1er septembre 2020, la limitation de vitesse générale est réduite, passant de 120 km/h à 100 km/h, officiellement pour des raisons de sécurité routière, de réduction de nuisances sonores et d’écologie.

### Tableau daté des ouvertures de sections
| Portion de route     | Portion de route | Portion de route | Portion de route     | Portion de route | Date      |
| -------------------- | ---------------- | ---------------- | -------------------- | ---------------- | --------- |
| Tervuren             |                  | ⇆                | Woluwe-Saint-Étienne | E40              | 1976      |
| Woluwe-Saint-Étienne | E40              | ⇆                | Diegem               |                  | 1974      |
| Diegem               |                  | ⇆                | Machelen             | E19              | 1976      |
| Machelen             | E19              | ⇆                | Strombeek-Bever      |                  | 1977      |
| Strombeek-Bever      |                  | ⇆                | Grand-Bigard         | E40              | 1958      |
| Grand-Bigard         | E40              | ⇆                | Anderlecht           |                  | 1978      |
| Anderlecht           |                  | ⇆                | Drogenbos            | Drogenbos        | 1977      |
| Drogenbos            | Drogenbos        | ⇆                | Haut-Ittre           | E19              | 1971      |
| Haut-Ittre           | E19              | ⇆                | Butte du Lion        | Butte du Lion    | 1978      |
| Butte du Lion        | Butte du Lion    | ⇆                | Waterloo             |                  | 1975      |
| Waterloo             | Waterloo         | ⇆                | Tervuren             |                  | 1831-1836 |

## Tracé
|     | Dénomination                           | Destinations                                                            | BK   | Nombre de bandes |
| --- | -------------------------------------- | ----------------------------------------------------------------------- | ---- | ---------------- |
|     | Échangeur de Haut-Ittre                | Autoroute Bruxelles − Mons                                              | 0,0  | 2×2              |
| 23  | Ophain                                 | Braine l'Alleud (dont Ophain-Bois-Seigneur-Isaac)                       | 0,0  | 2×2              |
| 24  | Lillois / Braine-l'Alleud              | Braine-l'Alleud (dont Lillois-Witterzée)                                | 0,0  | 2×2              |
| 25  | Lasne / Braine l'Alleud /Butte du Lion | Braine-l'Alleud (dont la Butte du Lion), Lasne                          | 0,0  | 2×2              |
| 26  | Genappe N253                           | Braine-l'Alleud, Waterloo, Mont-Saint-Jean, Genappe                     | 0,0  | 2×2              |
| 27  | Waterloo                               | Waterloo                                                                | 0,0  | 2×2              |
| 28  | Argenteuil                             | Waterloo (dont Argenteuil)                                              | 0,0  | 2×2              |
|     | Derscheid                              | Forêt de Soignes                                                        | 0,0  | 2×2              |
|     | Groenendaal N275                       | Hoeilaart, La Hulpe, Rhode-Saint-Genèse, Uccle, Watermael-Boitsfort     | 0,0  | 2×2              |
|     | Hoeilaart                              | Hoeilaart, Overijse (Notre-Dame-au-Bois)                                | 0,0  | 2×2              |
|     | Carrefour Léonard                      | Autoroute Bruxelles − Namur − Arlon − Luxembourg                        | 0,0  | 2×2              |
| 1   | Tervuren-Quatre Bras                   | Tervuren, Wezembeek-Oppem, Auderghem, Woluwe-Saint-Pierre               | 0,0  | 2×2              |
| 2   | Wezembeek-Oppem N226                   | Wezembeek-Oppem, Kraainem, Woluwe-Saint-Lambert                         | 0,0  | 2×3              |
|     | Échangeur de Woluwe-Saint-Étienne      | Autoroute Bruxelles − Liège − Aix-la-Chapelle                           | 30,1 | 2×3              |
| 3   | Zaventem-Henneaulaan                   | Zaventem (dont Woluwe-Saint-Étienne), Machelen (Diegem)                 | 31,0 | 2×4              |
| 4   | Diegem-Woluwelaan                      | Zaventem (via ), Machelen (Diegem)                                      | 31,5 | 2×3+2×2          |
|     | Échangeur de Zaventem                  | Autoroute Bruxelles − Aéroport de Bruxelles-National (Brussels Airport) | 32,8 | 2×3+2×2          |
|     | Échangeur de Machelen                  | Autoroute Bruxelles − Anvers − Breda                                    | 34,3 | 2×3              |
| 5   | Machelen-Woluwelaan                    | Vilvorde, Machelen (dont Diegem), Bruxelles (Haren)                     | 0,0  | 2×4              |
|     | Viaduc de Vilvorde (1 700 m)           |                                                                         | 0,0  | 2×3              |
| 6   | Vilvoorde-Koningslo                    | Vilvorde (dont Koningslo), Grimbergen, Bruxelles (Neder-Over-Heembeek)  | 0,0  | 2×3              |
| 7   | Grimbergen                             | Grimbergen (dont Strombeek-Bever)                                       | 0,0  | 2×3              |
|     | Échangeur de Strombeek-Bever           | Autoroute Bruxelles − Boom − Anvers - Bergen-op-Zoom                    | 0,0  | 2×3              |
| 7a  | EXPO Romeinse Steenweg                 | Laeken (dont Plateau du Heysel, Brussels Expo)                          | 0,0  | 2×3              |
| 8   | Wemmel                                 | Wemmel, Laeken (dont Plateau du Heysel)                                 | 0,0  | 2×3              |
| 9   | Jette N200                             | Jette (dont V.U.B. Jette), Wemmel                                       | 0,0  | 2×3              |
| 10  | Zellik                                 | Asse (dont Zellik), Ganshoren                                           | 0,0  | 2×3+2×2          |
|     | Échangeur de Grand-Bigard              | Autoroute Bruxelles − Gand − Ostende                                    | 0,0  | 2×3              |
| 11  | Groot-Bijgaarden-Dansaertlaan          | Grand-Bigard, Berchem-Sainte-Agathe                                     | 0,0  | 2×3              |
| 12  | Astridlaan                             | Dilbeek, Berchem-Sainte-Agathe                                          | 0,0  | 2×3              |
| 13  | Dilbeek                                | Dilbeek, Molenbeek-Saint-Jean                                           | 0,0  | 2×3              |
| 14  | Anderlecht-Nord N220                   | Anderlecht (dont Neerpede)                                              | 0,0  | 2×3              |
| 15  | Pede N220                              | Anderlecht (dont Pede)                                                  | 0,0  | 2×3              |
| 15a | Neerpede                               | Lennik, Anderlecht ( Hôpital Erasme)                                    | 0,0  | 2×3              |
| 16  | Anderlecht-Sud                         | Anderlecht, Leeuw-Saint-Pierre                                          | 0,0  | 2×3              |
| 17  | Anderlecht                             | Anderlecht, Forest, Bruxelles                                           | 0,0  | 2×3              |
| 18  | Ruisbroek                              | Drogenbos, Leeuw-Saint-Pierre (dont Ruysbroeck), Uccle                  | 0,0  | 2×3              |
|     | Ruisbroek                              |                                                                         | 0,0  | 2×3              |
| 19  | Beersel                                | Beersel (dont Lot), Linkebeek                                           | 0,0  | 2×3              |
| 20  | Huizingen                              | Beersel (dont Huizingen), Leeuw-Saint-Pierre, Rhode-Saint-Genèse        | 0,0  | 2×3              |
| 21  | Halle N203a (vers )                    | Autoroute Hal − Tournai − Lille                                         | 0,0  | 2×3              |
|     | Hallerbos                              |                                                                         | 0,0  | 2×3              |
| 22  | Wauthier-Braine                        | Braine-le-Château (dont Wauthier-Braine), Tubize, Waterloo              | 0,0  | 2×3              |
|     | Viaduc de Wauthier-Braine (600 m)      |                                                                         | 0,0  | 2×3              |
|     | Échangeur de Haut-Ittre                | Autoroute Bruxelles − Mons                                              | 75,4 | 2×3              |

### Échangeur de Haut-Ittre au Carrefour Léonard (tronçon sud-est)

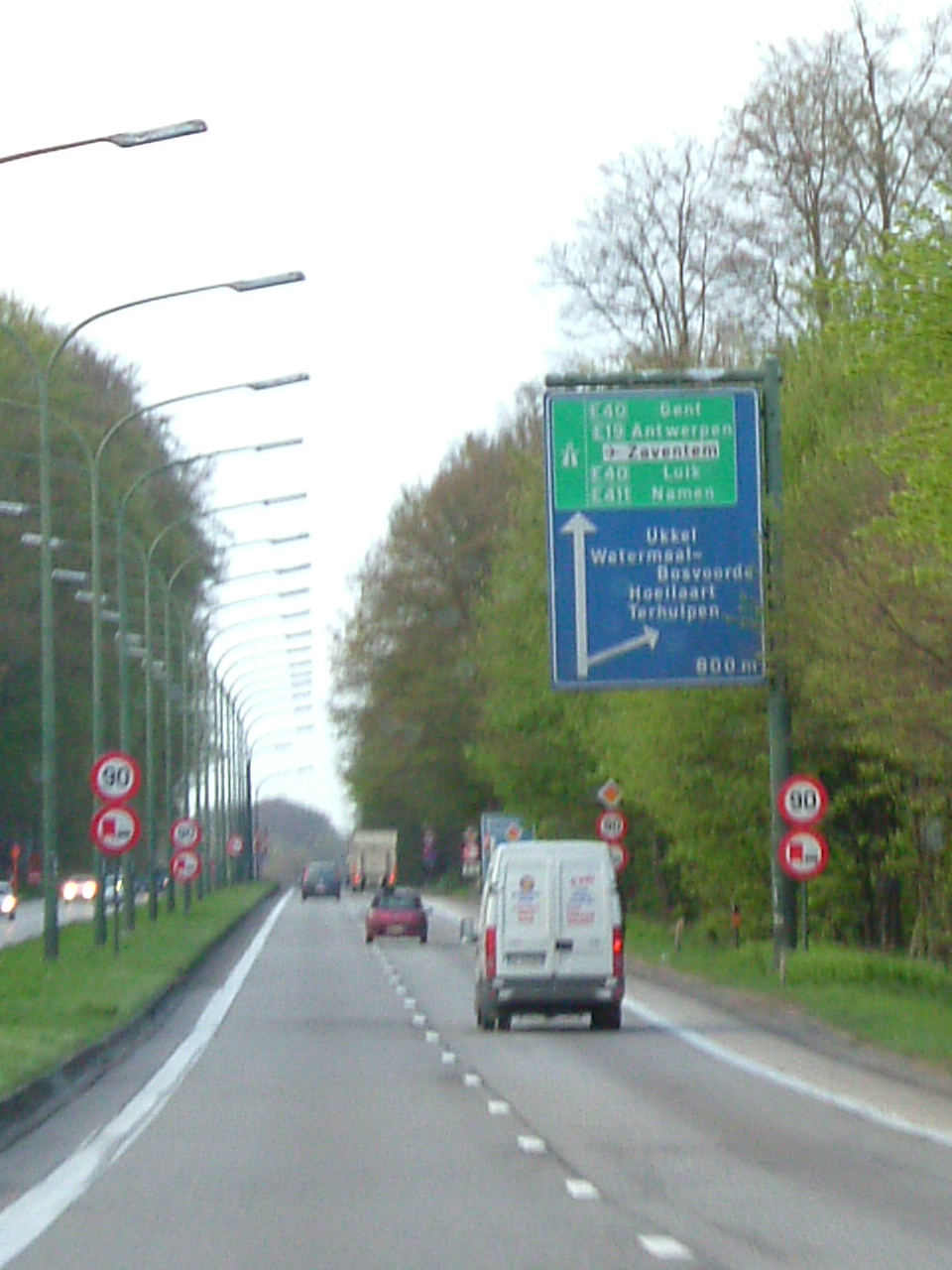
Sortie vers Watermael-Boitsfort

La numérotation hectométrique débute au niveau de l’échangeur de Haut-Ittre où se situe le « point zéro » du ring. Ce tronçon était anciennement classé comme autoroute belge A202 car la route prolongeant la chaussée de Malines aurait dû être prolongée par une autoroute allant jusqu'à Charleroi.
L'autoroute commence au niveau de l'échangeur en trèfle d'Ittre continue jusqu’à la première sortie, numérotée 23, desservant Bois-Seigneur-Isaac. La route se poursuit alors jusqu’à la sortie suivante, la 24 qui s’embranche sur la route nationale 27 qui reste parallèle sur environ 3 kilomètres à l’autoroute. Une bretelle d’entrée uniquement est située à environ 600 mètres plus loin permettant un embranchement unique depuis la 5. À un kilomètre environ, on trouve la sortie suivante qui dessert cette fois Braine-l'Alleud. L’échangeur numéro 26, divisé en deux échangeurs partiels, la première en venant de Tervuren dessert directement la N27 tandis que l’autre allant vers Tervuren dessert la N5 située à un croisement plus loin. Le diffuseur 26b dessert la N253 qui prolonge la nationale 27 qui s'arrête à un giratoire. On trouve entre ces deux sorties une courbe assez sinueuse causée par une autoroute non réalisée entre la « Chaussée de Mont-Saint-Jean » et l'A54 vers Charleroi. Celle-ci aurait dû être construite dans la fin des années 1970 et aurait été baptisée A5. L’échangeur 27 est un échangeur normal en diamant qui permet d'accéder au centre de Waterloo. Le diffuseur 28 résulte d’un prolongement de l'ancienne Chaussée Malines-Waterloo (ancienne chaussée de Mont-Saint-Jean) d’où la forme spéciale de l’échangeur. À partir de cet échangeur la route n’est plus une autoroute car ce tronçon ne correspond pas à tous les standards et aucune autre route n'effectue le même tracé. Un kilomètre et demi plus loin, on trouve un petit échangeur desservant une clinique privée et l'est de Rhode-Saint-Genèse. À environ quelques kilomètres de là se trouve l'échangeur-tunnel de Groenendael qui se situe en dessous d'un carrefour entre 4 autres chaussées s'y croisant. Il a été entunnelé pour éviter de modifier la ligne de chemin de fer passant au-dessus et depuis l’extérieur, il est impossible d'apercevoir les véhicules s'y trouvant, créant parfois des accidents. On trouve entre ces deux échangeurs l'ancien hippodrome de Groenendael qui a été abandonné pendant de nombreuses années et est actuellement démantelé. Environ à 5 kilomètres plus loin, on trouve le célèbre Carrefour Léonard dont les directions actuelles sont actuellement limitées en provenance de la E411.

### Carrefour Léonard à l'échangeur de Machelen (tronçon est)

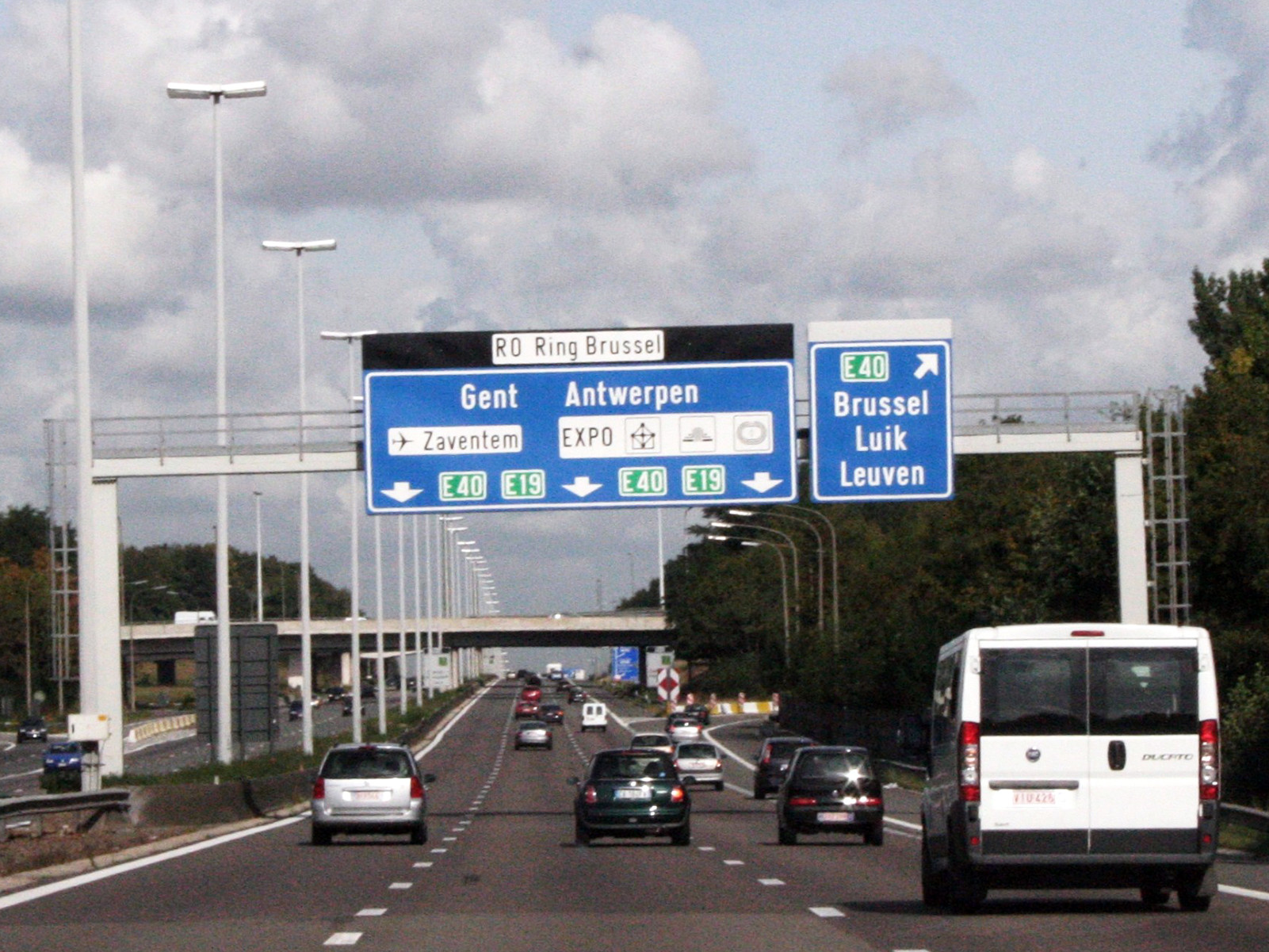
Échangeur de Woluwe-Saint-Étienne

On trouve en dessous du Carrefour Léonard un tunnel portant le même nom que l'échangeur. Le tronçon continue à trois bandes entre le Carrefour Léonard et les Quatre-Bras où passe l'avenue de Tervueren. On peut passer en surface où il y a des croisements à niveau avec des feux tricolores ou via le tunnel à 2×2 bandes qui mesure 805 mètres de long. Celui-ci évite les arrêts aux feux tricolores et se nomme Tunnel Quatre-Bras.
Un seul échangeur entre les Quatre-Bras et l'échangeur de Woluwe-Saint-Étienne donne sur une avenue importante à Wezembeek-Oppem qui va jusqu'au square Montgomery via Woluwe-Saint-Lambert. Il est numéroté 2 car la sortie des Quatre-Bras est la première sortie de la série. On trouve ensuite l'A3-E40 autoroute très fréquentée qui permet d'aller à Louvain et Liège et le croisement de cette autoroute avec le ring se fait à Woluwe-Saint-Étienne.
Après le passage de l'échangeur de Woluwe-Saint-Étienne, on a la Route nationale 2 qui passe à proximité mais elle n'a pas d'accès direct au ring, on avance sur un grand nœud autoroutier qui est séparé en deux chaussées dans chaque sens avec la chaussée située à gauche pour trafic express contrairement à celle de droite qui est desservie par plusieurs échangeurs desservant soit l'aéroport de Bruxelles-National, le Boulevard Léopold II ou bien encore la sortie 4 formant le prolongement vers Vilvorde du Ring 22 mieux connu à Bruxelles sous le nom de Boulevard de la Woluwe.
Après ce tronçon à 4 bandes, on arrive enfin à l'échangeur de Machelen qui est un échangeur à 4-niveaux qui aurait dû pénétrer dans le centre de Bruxelles au niveau de la petite ceinture avec 6 bandes dans chaque sens.

### Échangeur de Machelen à l'échangeur de Grand-Bigard (tronçon nord)

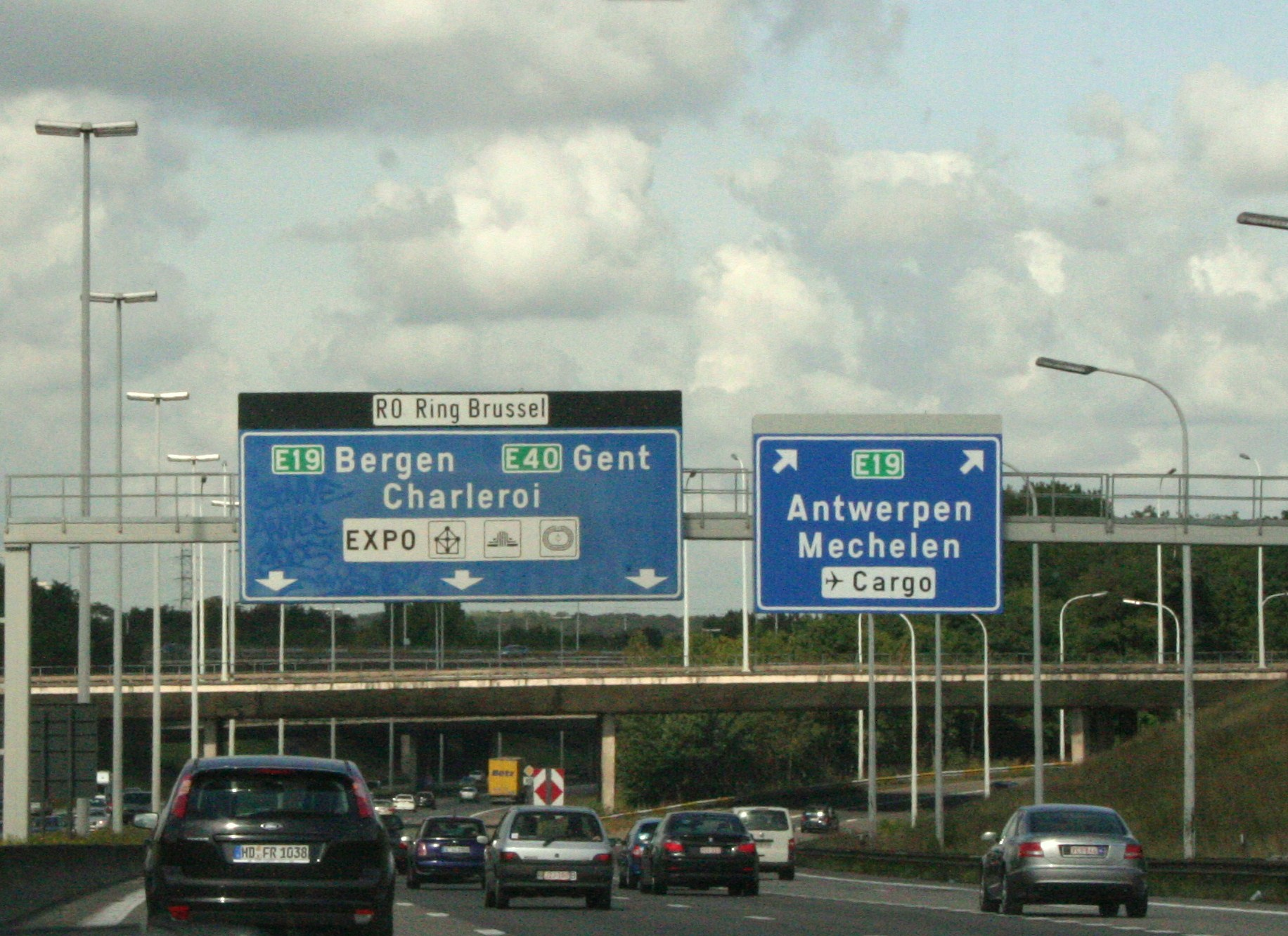
Échangeur de Machelen

La sortie 4 située après l'échangeur de Machelen est utilisée par les gens provenant du viaduc de Vilvorde pour se rendre sur le Boulevard de la Woluwe en direction de Diegem et de Vilvorde par le centre et le contournement. Mais, cette sortie sera supprimée en 2012 car celle-ci se trouve trop près du viaduc et la traversée du boulevard est risquée et afin d'y remédier, on plaça à la fin de la bretelle des feux de circulation mais cela cause des embouteillages sur le ring car il s'agit de la seule sortie en venant d'Ostende qui dessert Vilvorde comptant près de 35 000 habitants,.

### Échangeur de Grand-Bigard au virage de Forest (tronçon ouest)

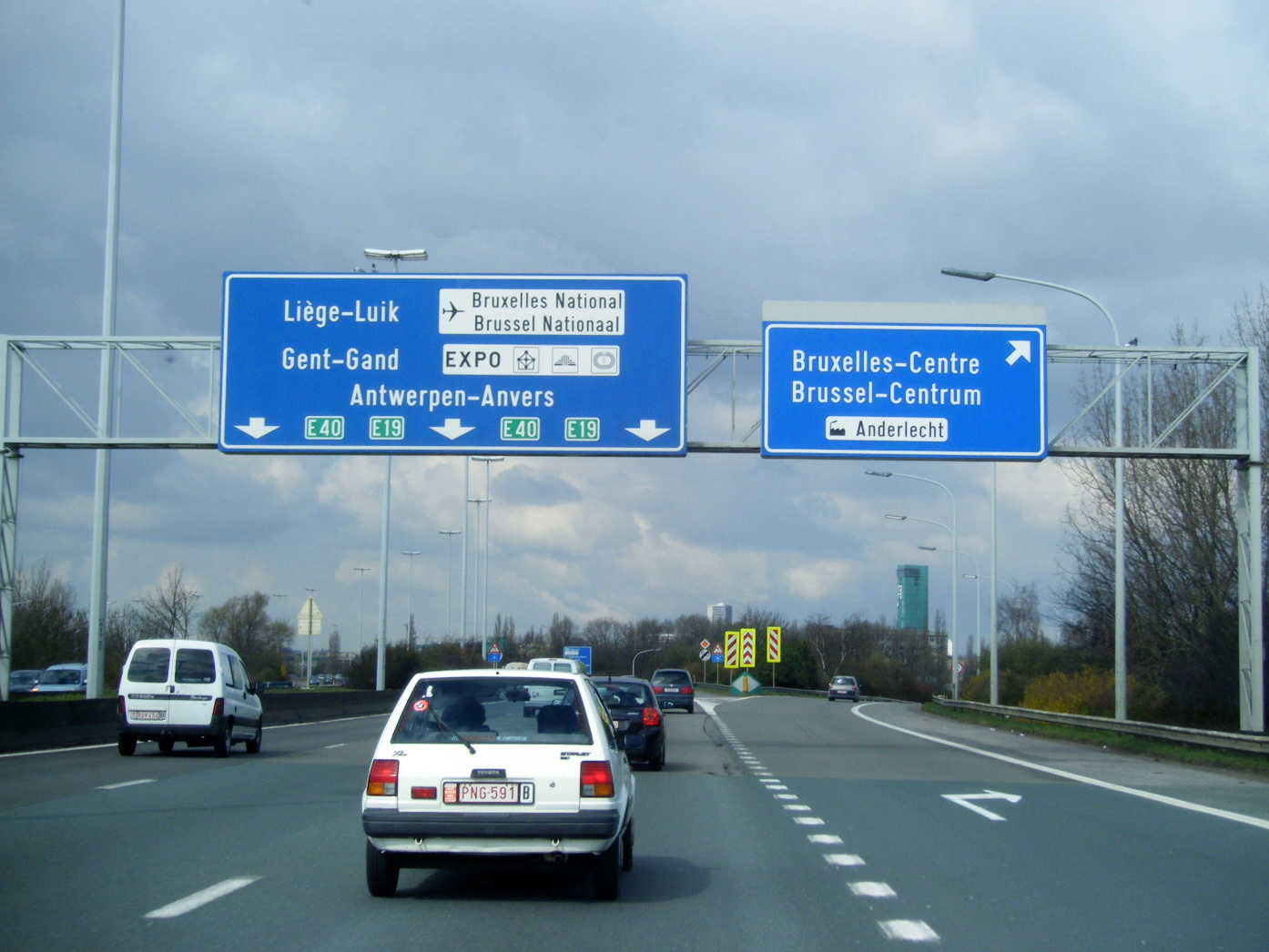
Ring-Ouest au niveau de Anderlecht

## Projets actuels

### Doublage des voies au nord
Un plan appelé Start (en néerlandais : STrategisch Actieplan voor Reconversie en Tewerkstelling in de luchthavenregio) et en français : « Plan d'action stratégique pour la reconversion et l'emploi dans la région aéroportuaire » a pour but de doubler (de 12 à 17 voies au total selon les zones) le nombre de voies du ring nord entre les autoroutes A10 et A3 (numérotées  de chaque côté) afin de fluidifier le trafic et de permettre le développement de zonings industriels au nord de la capitale à proximité de l’aéroport. Deux à trois bandes supplémentaires seront construites dans le but d'absorber le trafic local tandis que les bandes de gauche seront réservées au trafic de transit en incluant seulement les échangeurs reliés aux autoroutes. Ce plan nécessitera quelques centaines d'expropriations pour commencer les grands travaux en 2009. En 2016, les travaux n'ont toujours pas commencé. Malgré la volonté de la Flandre, il subsiste de nombreux inconvénients aux projets tels que le Viaduc de Vilvorde qui ne peut être agrandi sauf si on en construit un autre. Autre problème, la diminution du nombre de bandes partant 4x3 bandes sur le nouveau tronçon, on arrive à 2x3 bandes après l'échangeur de Woluwe-Saint-Étienne pour enfin terminer à 2x2 bandes dans le tunnel Quatre-Bras créant ainsi un effet d'entonnoir. La commune de Jette mène depuis des années un combat contre l'élargissement du ring qui provoquerait une pollution plus forte notamment par une augmentation des particules fines et l'amputation d'une partie du bois du Laerbeek. Pour ce dernier point, Jette  a obtenu gain de cause, la Région flamande ayant dévié le tracé du ring pour épargner le bois,,.

### Tunnel au sud de Bruxelles
Le projet d'un ring complet a été abandonné à cause de la commune d'Uccle. On aurait aussi créé d'autres problèmes sur les voies secondaires telles que le Boulevard du Souverain ou encore sur la E411.
Ce système de bouclage pourrait réduire le nombre de véhicules sur le Ring-est du Carrefour Léonard à Waterloo. Ce tracé de bouclage sud du Ring se ferait entre Drogenbos à l'ouest et le Centre ADEPS de la Forêt de Soignes à Auderghem en effectuant un trajet dans Uccle. Ce tunnel serait à double étage, possèderait 3 bandes plus des refuges et pourrait compter une bande réservée aux autobus. Cette nouvelle liaison autoroutière serait longue d'une bonne dizaine de kilomètres selon les options, mais en tous cas à double étage afin d'en limiter le coût de construction. Elle reprendrait le principe du Duplex A86.
En 2007, un promoteur a proposé un tracé presque identique à l'original sauf qu'il se connecterait à la E411 actuelle et non au Boulevard du Souverain. La réaction de l'état doit être encore analysée et les financements liés à la réalisation du tunnel aussi.

## Écologie

### Éclairage des voies de circulation

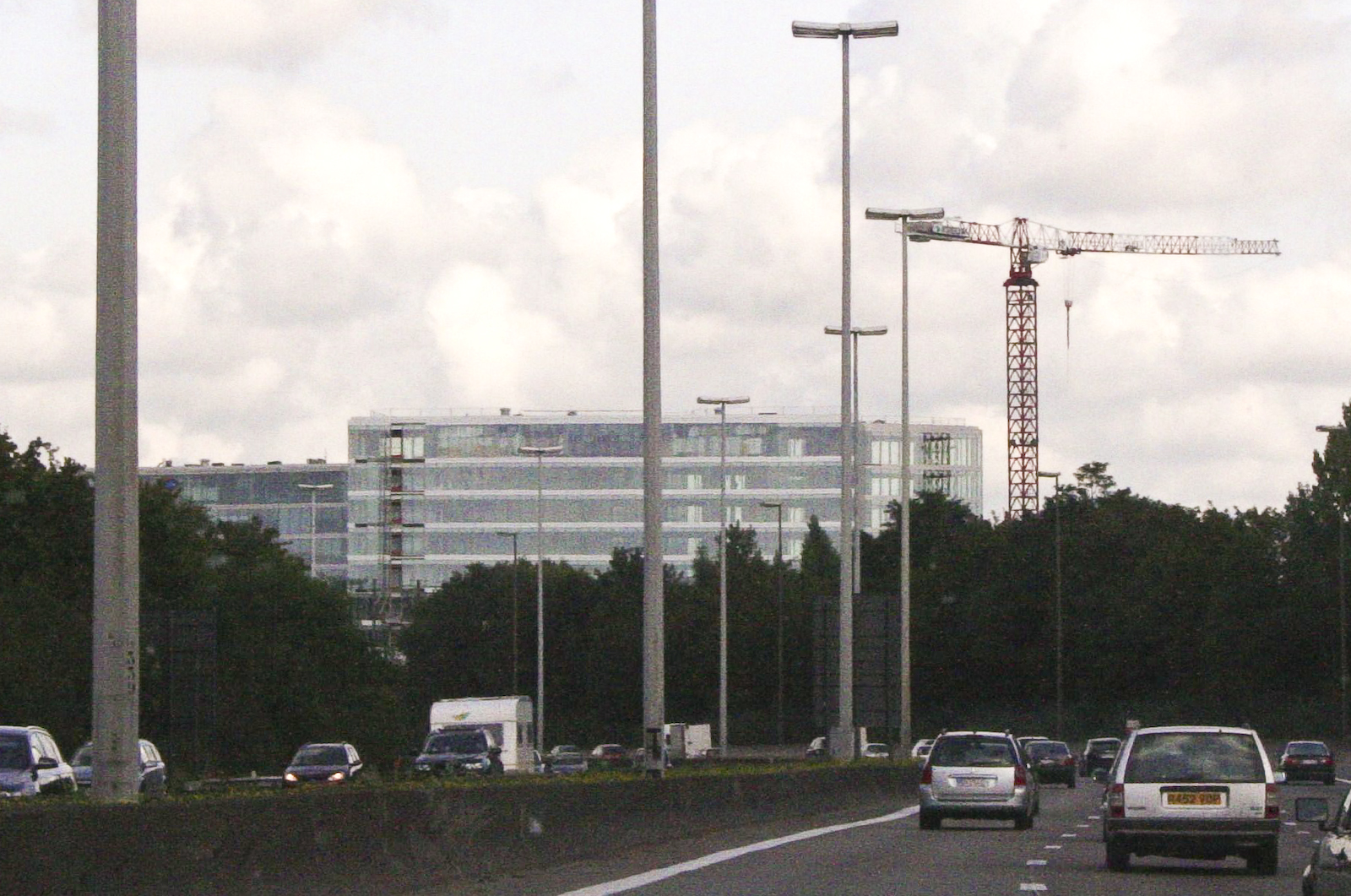
Éclairage au nord à proximité de l'aéroport

Les plus grands tronçons du ring sont illuminés avec des mâts d'éclairage. Les dispositions des mâts d'éclairage sont différentes selon les deux régions principales. En Flandre, l'entièreté de l'autoroute est équipée d'éclairage. Sur la « Chaussée de Mont-Saint-Jean » située soit en Région flamande, soit en Région wallonne suivant l'emplacement, l'éclairage est intégral uniquement en Région flamande; en Région wallonne, aucun poteau d'éclairage n'était installé entre la limite de la Région flamande et la première sortie vers Waterloo, mais des travaux d'installation d'un éclairage central sont en cours (août 2012). Le tronçon autoroutier sud situé à proximité de Waterloo est entièrement éclairé ainsi que le morceau de l'ancienne autoroute Paris-Mons désormais rattaché au ring. Il s'agit en effet d'une autoroute très fréquentée classée en tant que E19. Comme partout -selon la norme européenne-, il est obligatoire de posséder des poteaux d'éclairage centraux et latéraux aux sorties et échangeurs pour éviter un nombre important d'accidents dus au manque de visibilité des sorties et véhicules.[réf. souhaitée].
Depuis 2013, l'éclairage du ring est progressivement modernisé, dans le but de réduire la consommation d'énergie en remplaçant les vieux lampadaires vétustes par des nouveaux équipés de diodes électroluminescentes (DEL), plus économes en énergie qui possèdent l'innovation d'êtres connectés, pilotables à distance et d'êtres dotés de détecteurs de mouvement, afin de réduire encore plus leurs consommations par la réduction de l'intensité lumineuse à certaines heures de la nuit quand le trafic est faible tout en se réenclenchant lorsqu'un véhicule arrive grâce aux détecteurs de mouvement, ainsi que de communiquer entre eux afin de signaler aux automobilistes un potentiel danger auquel ils font face, en déhanchant un clignotement.
En 2023, la région flamande a décidé de remplacer de nombreux poteaux d'éclairage à la faveur de travaux importants, comme ceux effectuées sur le viaduc de Vilvoorde, par des luminaires basse consommation.

### Voies cyclables
Parallèlement aux grands chantiers à venir sur le Ring, plusieurs projets sont en cours pour développer des alternatives à la voiture.
Depuis 2020, la F28 une véloroute destinée aux cyclistes longe l’A12 à Grimbergen et à Meise. Depuis avril 2021, ce sont la F203 le long de la E40 entre Bruxelles et Sterrebeek. et la F202 le long de la Woluwedal, ainsi qu'un tunnel cycliste sous la Chaussée de Louvain qui sont accessibles. 
d'autres projets sont en voie de réalisation, comme la connexion au niveau de l'échangeur E40-E314 avec l'autoroute cyclable F29 Bruxelles-Tervuren-Louvain.

### Plantations
les projets de construction, de rénovation et de réaménagements comportent tous un volet d'intégration environnementale ou de plantations, comme par exemple le long des véloroutes, contre les murs anti-bruit qui longent les routes, des graminées arbustes et des haies "renforcent le caractère vert des deux côtés de la véloroute pour mieux l'intégrer dans son environnement".

### Passage dans laForêt de Soignes
Afin de limiter l'impact d'une autoroute dans la forêt de Soignes, le Ring-Est n'est en réalité qu'un réaménagement de l'ancienne chaussée de Tervueren à 2 voies du XIXe siècle sur laquelle peu de véhicules circulaient, fut dédoublée et les quelques carrefours présents, furent dénivelés. Le pont du chemin de fer à Groenendaal qui ne permettait le passage que d'un véhicule à la fois et était encore équipé d'un feu tricolore, fut donc fortement élargi et équipé d'un tunnel pour faciliter le trafic nord-sud. À partir de ces travaux, la traversée de la route par des animaux ou par des promeneurs fut rendue dangereuse aussi bien pour les automobilistes que pour les animaux/personnes qui traversent la route. Afin d'éviter que les promeneurs, cyclistes et cavaliers traversent sauvagement en passant sur la route, on leur construisit des tunnels qui passent en dessous de la chaussée formant le prolongement de certains des sentiers forestiers. De plus, fin 2017, l'écoduc situé à Hoeilaart a été mis en service. Ce tronçon du Ring-Est, passant à travers la Forêt de Soignes est classé par les Cartes Michelin comme étant une route agréable.

### Tableau des moyennes de fréquentation
| Portion de route                  | Valeur en 2000 | Valeur en 2006 | Valeur en 2007 | Variation |
| --------------------------------- | -------------- | -------------- | -------------- | --------- |
| Début du Ring-Ouest (Ophain)      | 45 300         | 51 200         | 52 300         | 15,45%    |
| Waterloo (Butte du Lion)          | 48 600         | 52 000         | 54 000         | 11,11%    |
| Hoeilaart                         | 62 100         | 63 000         | 64 600         | 4,02%     |
| Tunnel Quatre-Bras                | 80 900         | 80 700         | 83 100         | 2,72%     |
| Échangeur de Woluwe-Saint-Étienne | 141 300        | 147 200        | 150 800        | 6,72%     |
| Échangeur de Machelen             | 122 000        | 106 500        | 104 000        | 14,75%    |
| Viaduc de Vilvorde                | 125 500        | 112 300        | 108 800        | 13,31%    |
| Échangeur de Strombeek-Bever      | 95 500         | 96 000         | 96 000         | 0,52%     |
| Wemmel                            | 149 900        | 165 000        | 167 600        | 11,81%    |
| Échangeur de Grand-Bigard         | 112 100        | 118 800        | 121 800        | 5,98%     |
| Anderlecht-Industrie              | 91 100         | 101 800        | 102 400        | 12,4%     |
| Hal                               | 66 200         | 91 500         | 93 000         | 40,48%    |
| Fin du Ring-Est (Wauthier-Braine) | 58 400         | 65 900         | 67 500         | 15,58%    |

## Ouvrages remarquables

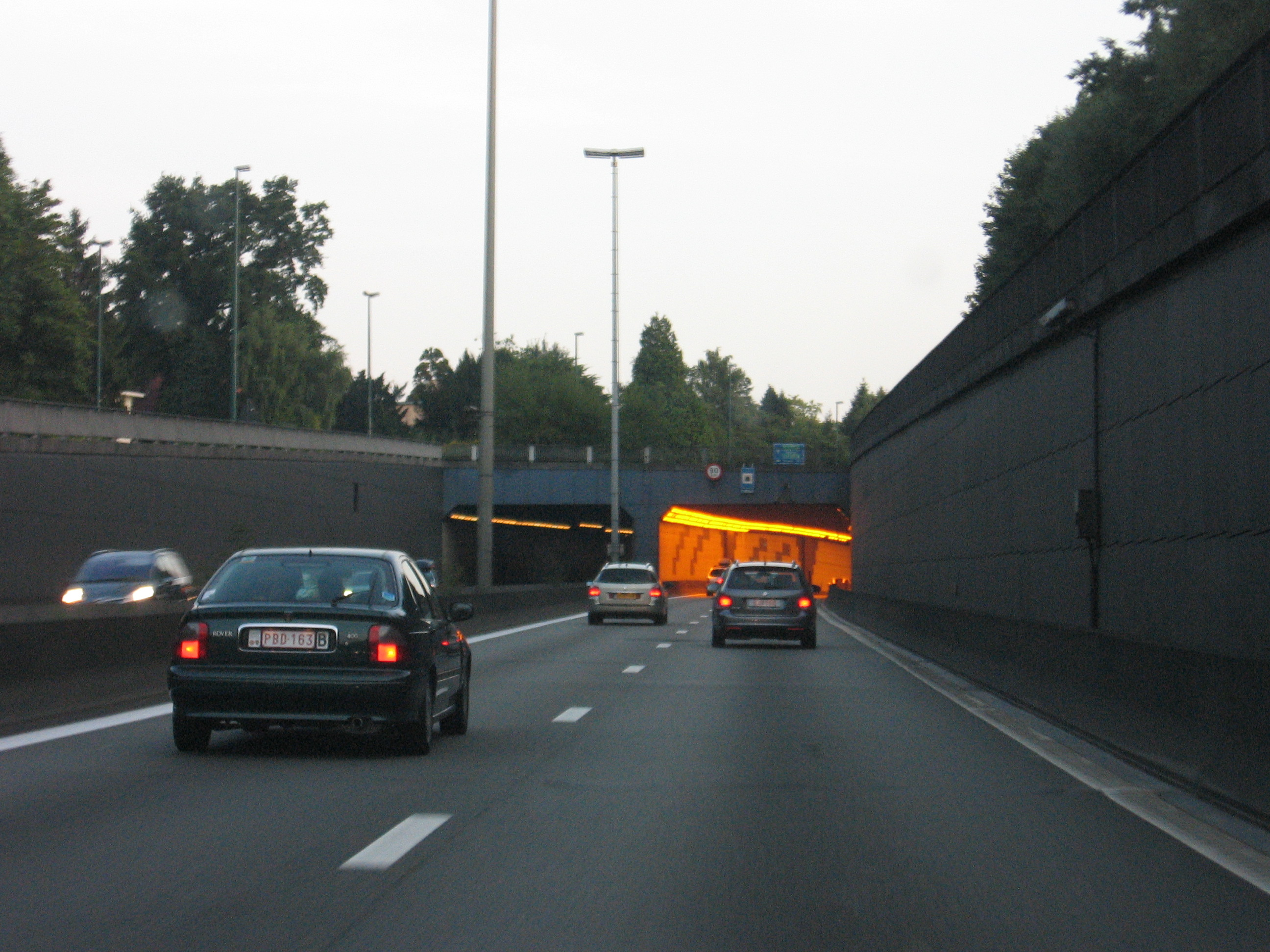
Entrée du Tunnel Quatre-Bras en venant de Zaventem

### Tunnel Léonard
Le tunnel tient son surnom du carrefour Léonard, tout proche. On trouvera dans l'article l'explication du patronyme.

### Tunnel des Quatre-Bras
Le tunnel des Quatre-Bras passe en dessous des Quatre-Bras de Tervuren et permet à la circulation de passer rapidement sans devoir s'arrêter à chaque intersection. Ce tunnel d'une longueur de 805 mètres a été inauguré en 1976. Le gestionnaire du réseau y a installé un système automatique de détection des véhicules en panne après avoir mené des essais dans le tunnel Craeybeckx. Celui-ci augmente automatiquement la vitesse de ventilation si la vitesse moyenne des usagers tombe en dessous de 50 km/h.

### Viaduc de Vilvorde

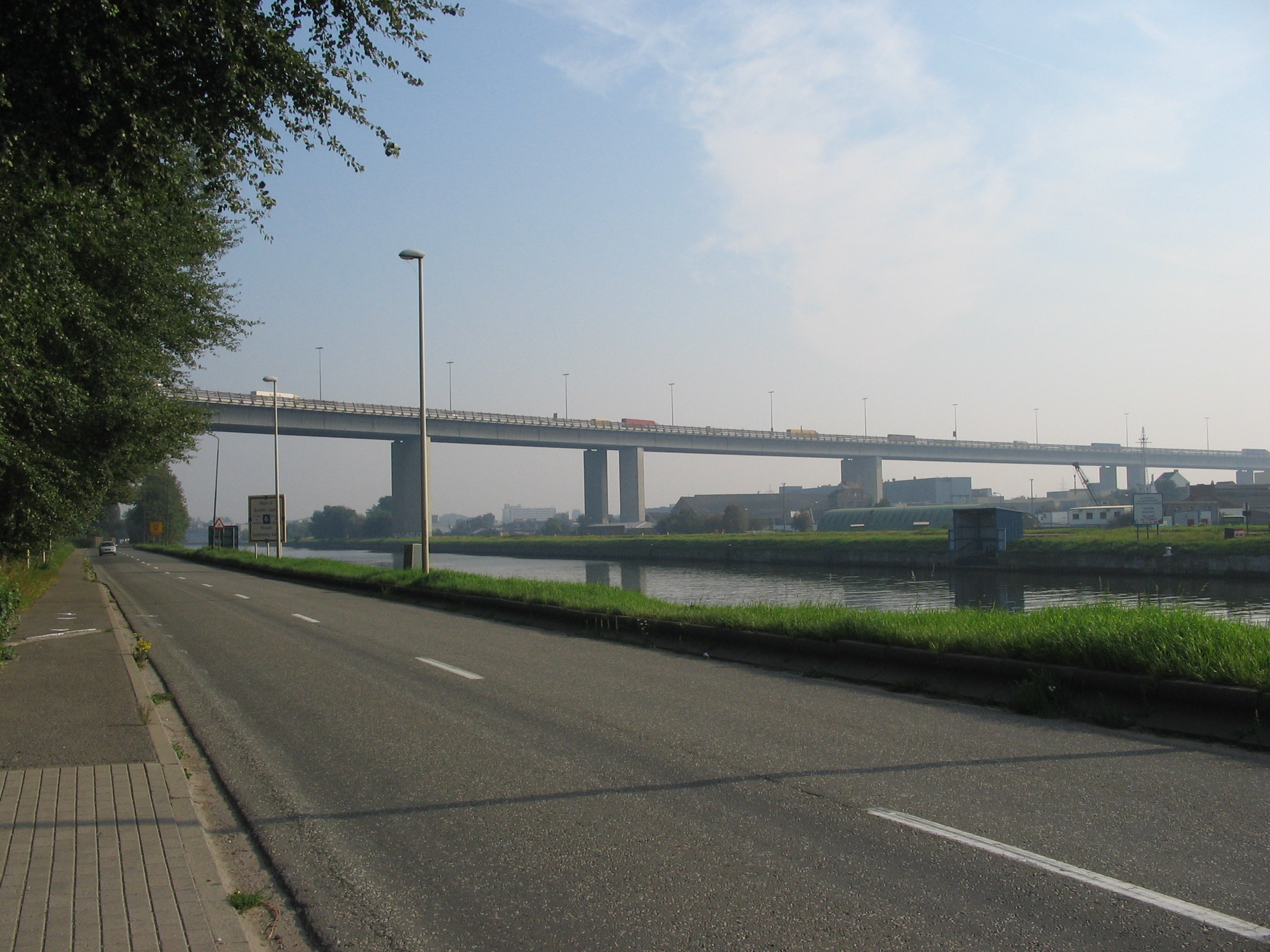
Viaduc de Vilvorde

Le viaduc de Vilvorde est le plus grand pont faisant partie du ring. En venant de Grimbergen, le viaduc passe au-dessus de la chaussée de Bruxelles, le canal maritime de Bruxelles à l'Escaut, la Senne, la chaussée de Haren, la Schaarbeeklei, l'ancienne usine de Renault, les lignes de chemin de fer 25 et 27, de Ritwegerlaan et le Boulevard de la Woluwe.
D'une longueur de 1 700 mètres, avec une hauteur moyenne de 35 mètres et une largeur de 20 mètres par sens de circulation, il est le plus long viaduc autoroutier de Belgique. Ce viaduc se maintient sur 22 piliers doubles avec une travée maximale de 162 mètres.
Celui-ci a été inauguré en 1977 et le ring extérieur, le 29 décembre 1977 de la même année. Le ring intérieur a été inauguré un an plus tard. Le viaduc était le dernier tronçon au nord qui devait encore être construit.
Actuellement, environ 170 000 véhicules par jour roulent sur le viaduc. Le taux de saturation serait de près de 180 000 véhicules.
En 2023, la région flamande a décidé de lancer un important chantier de rénovation du viaduc pour des questions environnementales et de sécurité ; les travaux dureront huit ans et coûteront 500 millions d'euros,.

## Sécurité
Il est quasi impossible de faire un accident frontal sur le ring car l'intégralité du tracé est à doubles voire quadruples chaussées séparées par des glissières de sécurité en béton dans les tronçons normaux et entunnelés et en aluminium sur les viaducs. On a supprimé aussi les anciens tourne à gauche et les feux de circulation situés sur le Ring-Ouest dans les années 1980 afin d'éviter les embouteillages qu'ils causaient. Quasi 75 % du ring est classé comme autoroute, mais entre Waterloo et Tervuren une vingtaine de kilomètres traversant la forêt de Soignes ne l'est pas mais uniquement comme route pour automobiles avec une limitation à 90 km/h à l'approche des carrefours.

### Tracé
L'entièreté du tracé a été conçue et étudiée afin de permettre une circulation rapide sauf sur la chaussée de Mont-Saint-Jean, déjà existante mais qui est rectiligne ce qui ne pose donc pas de problème de limitation de vitesse. Mais par contre, sur certaines zones du ring, telles que le viaduc de Vilvorde ou encore à proximité d'échangeurs autoroutiers importants, la vitesse y est limitée à 90 km/h pour les véhicules de moins de 3,5 tonnes et à 70 km/h pour ceux de plus de 3,5 tonnes. La vitesse est aussi limitée à 90 km/h avant chaque échangeur et dans les tunnels du ring-est car il s'agit d'une chaussée dont les carrefours ont été dénivelés. Il existe aussi une zone sur le ring-est avec limitation de vitesse à 100 km/h: à Waterloo (ancien projet d'autoroute Bruxelles-Charleroi).
En 1960, Jos de Saeger alors Ministre des Travaux publics souhaite réaliser des autoroutes allant jusqu'au centre de Bruxelles. Avec prévoyance, le Ring est donc équipé d'échangeurs permettant l'accès à ces futures autoroutes, mais ce projet n'aboutit à rien mais en attendant, un échangeur à Drogenbos a été construit et ne servira jamais jusqu'à la démolition de celui-ci. Sur l'ancien emplacement de l'échangeur se sont installées des entreprises désirant s'implanter près de Bruxelles. De l'échangeur original, il ne reste qu'un viaduc desservant l'incinérateur de Forest et le virage de Forest limité à 90 km/h mais néanmoins lieu d'accidents fréquents.

### Radars
Au 26 avril 2003, deux radars automatiques ont été installés au sud de Waterloo (au kilométrage 9.2 vers Ittre et au kilométrage 8.4 vers Bruxelles). Ceux-ci auraient dû flasher à 120 km/h avant une courbe dangereuse limitée à 100 km/h, mais il semble qu'ils n'aient jamais été mis en service (en 2012, ces radars sont démontés).
Au 15 décembre 2008, un radar fixe a été installé entre la sortie Grimbergen et Wemmel. La vitesse y est limitée à 120 km/h. On trouve aussi depuis cette date un radar automatisé dans les deux sens entre les « Quatre-Bras » de Tervuren et l'échangeur de Woluwe-Saint-Étienne avec la E40.
Depuis le 1er septembre 2020 la vitesse maximale autorisée est passé de 120 km/h à 100 km/h sur tout le tracé du ring situé en Flandre et à Bruxelles, à l'exception de quelques tronçons spécifiques (Viaduc de Vilvorde, virage de Forest).